# 鄧啟福
鄧啟福（1931年11月29日—）湖北陽新縣人，政府官員、大學教授、大學校長，曾任國立交通大學教授。1956年自台大電機系畢業後，進入台電工作，1958年進入交大電子所攻讀碩士學位，1961年前往密西根大學攻讀博士學位，1966年進入貝爾實驗室進行微波領域研究。曾於1992年至1998年間擔任交大校長。

## 著作
- 電信國家型計畫之規劃
- 單邊帶原理及其在電訊系統之運用
- 國科會工程科技概況專輯